# Südjemen

Lage und Ausdehnung des Südjemen

Südjemen ist die historische Bezeichnung für den aus verschiedenen Emiraten und Sultanaten bestehenden Teil des Jemen, der nach der Teilung des Landes im 19. Jahrhundert von der britischen Kolonialmacht dominiert und von 1962 bis 1967 zur Südarabischen Föderation zusammengefasst wurde. Später bezeichnete „Südjemen“ auch die Demokratische Volksrepublik Jemen, die 1967 ihre Unabhängigkeit erlangte. 1990 erfolgte die Vereinigung mit dem „Nordjemen“, der Jemenitischen Arabischen Republik. 1994 und 2020 kam es erneut zu Sezessionsversuchen.

## Topographisches Paradoxon
Der Kern des Gebietes lag mit der Hauptstadt Aden zunächst südlich vom osmanisch kontrollierten Nordjemen, was zur Namensentstehung führte. Allerdings besaß der deutlich größere Südjemen mit Hadramaut im Osten Territorien, die auch nördlicher als der Nordjemen liegen, sodass Nordjemen und Südjemen keine topographisch exakte Landesbezeichnung waren.

## Britische Herrschaft (1839–1967)
Zu Beginn des 19. Jahrhunderts geriet der Jemen zunehmend in den Interessenbereich Großbritanniens, das 1834 die Inselgruppe Sokotra und 1839 den Hafen Aden eroberte. Weitere Herrschaften in Hadramaut wurden dem britischen Protektorat unterstellt, um den Golf von Aden unter britische Kontrolle zu bringen. Mit der Eröffnung des Sueskanals in Ägypten gewann Aden als Hafen und Flottenstützpunkt für die Briten weiter an Bedeutung. Von April 1962 bis November 1967 wurde aus den Emiraten und Sultanaten im Südjemen die Südarabische Föderation von den Briten gebildet, der im Januar 1963 auch Aden und im Juni 1964 das Obere Aulaqi-Sultanat angeschlossen wurde.

## Demokratische Volksrepublik Jemen (1967/70–1990)
Nach dem Erreichen der Unabhängigkeit am 30. November 1967 wurde zunächst die Volksrepublik Südjemen ausgerufen, die sich 1970 in Demokratische Volksrepublik Jemen (DVRJ) umbenannte. Sie existierte bis zur Vereinigung mit der Jemenitischen Arabischen Republik am 22. Mai 1990.
Im Jahr 1969 erkannte die Volksrepublik Südjemen die DDR diplomatisch an. Als Reaktion darauf schloss im Rahmen der Hallstein-Doktrin die Bundesrepublik Deutschland ihre Botschaft in Aden.

## Erneute Unabhängigkeitsbestrebungen
Bereits 1994 scheiterte ein erster Wiederabspaltungsversuch. Die von al-Attas in Aden proklamierte Demokratische Republik Jemen (21. Mai bis 7. Juli 1994) übernahm die alten Staatssymbole (Wappen und Flagge), war allerdings diplomatisch nur von Oman und inoffiziell von den übrigen Staaten des Golfkooperationsrates anerkannt worden, ehe sie von nordjemenitischen Truppen unterworfen wurde.
Während des Bürgerkriegs im Jemen in den 2010er-Jahren wurden erneute Bestrebungen, den Südjemen wieder unabhängig vom Nordjemen zu machen, im Südübergangsrat konkretisiert.